# Pops, We Love You (A Tribute to Father)
Pops, We Love You (A Tribute to Father) è un singolo del 1978 registrato e pubblicato da Diana Ross, Marvin Gaye, Smokey Robinson e Stevie Wonder. 

## Il brano
Il brano è incluso nell'album Pops, We Love You, un disco di artisti vari uscito nel 1979 e realizzato per omaggiare Berry "Pops" Gordy Sr., padre del fondatore della Motown Berry Gordy Jr.
La canzone è stata scritta e prodotta da Marilyn McLeod e Pam Sawyer.